# 사라스바트
사라스바트(सारस्वत)는 사라스바티강 유역에서 기원한 브라만 자티로, 브라만 자티들 중에서도 상위 계급에 속한다.